# Adelheid af Østrig
Adelheid af Østrig (Adelheid Franziska Marie Rainera Elisabeth Clotilde; født 3. juni 1822, død 20. januar 1855) var en østrigsk ærkehertuginde, der var dronning af Sardinien fra 1849 til 1855 som ægtefælle til kong Victor Emanuel 2. af Sardinien.
Hun var datter af ærkehertug Rainer af Østrig i hans ægteskab med prinsesse Elisabeth af Savoyen. I 1842 blev hun gift med hertug Victor Emanuel af Savoyen, der senere blev konge af Sardinien og Italien. Hun døde i barselseng i 1855.